# ロラ・ドゥエニャス
ロラ・ドゥエニャス（Lola Dueñas）ことマリーア・ドローレス・ドゥエニャス・ナバーロ（María Dolores Dueñas Navarro, 1971年10月6日 - ）はスペイン・バルセロナ出身の女優。父親のニコラス・ドゥエニャスも俳優。ロラはドローレスの愛称形。

## 来歴
バルセロナで演技を学び、1992年に映画デビュー。ハビエル・バルデムと共演した『海を飛ぶ夢』でゴヤ賞の主演女優賞を受賞。ペドロ・アルモドーバルの『ボルベール〈帰郷〉』では他のキャストと共にカンヌ国際映画祭女優賞を受賞している。

## 主な出演作品
- 靴に恋して Piedras (2002)
- トーク・トゥ・ハー Hable con ella (2002)
- 海を飛ぶ夢 Mar adentro (2004)
- 20センチ! 20 centímetros (2005)
- ボルベール〈帰郷〉 Volver (2006)
- シェフズ・スペシャル Fuera de carta (2008)
- 抱擁のかけら Los abrazos rotos (2009)
- 屋根裏部屋のマリアたち Les Femmes du 6e étage(2010)
- アイム・ソー・エキサイテッド! Los amantes pasajeros (2013)
- Los fenómenos (2014)
- Alleluia (2014)